# Dieter Rogalla
Dieter Rogalla (ur. 20 sierpnia 1927 w Białej Wodzie, zm. 8 stycznia 2013 w Sprockhövel) – niemiecki polityk, prawnik, urzędnik państwowy i europejski, poseł do Parlamentu Europejskiego I, II i III kadencji.

## Życiorys
Studiował prawo w Münster i w Stanach Zjednoczonych. Zdał państwowe egzaminy prawnicze I i II stopnia, doktoryzował się w 1977. Od 1957 był urzędnikiem administracji podatkowej (Bundeszollverwaltung) i federalnym ministerstwie finansów. Od 1961 pracował w strukturach Europejskiej Wspólnoty Gospodarczej w Brukseli. W latach 1970–1981 kierował działem prawnym w Komisji Europejskiej.
Należał do Socjaldemokratycznej Partii Niemiec. W 1981 objął mandat eurodeputowanego I kadencji. Z powodzeniem ubiegał się o reelekcję w wyborach w 1984 i 1989, zasiadając w PE do 1994. Był członkiem frakcji socjalistycznej, pełnił m.in. funkcję przewodniczącego Komisji ds. Weryfikacji Mandatów.